# کیزیل‌جا (گوموش‌حاجی‌کوی)
کیزیل‌جا (به ترکی استانبولی: Kızılca) یک منطقهٔ مسکونی در ترکیه است که در گوموش‌حاجی‌کوی واقع شده‌است.